# استان یونگای
استان یونگای (به اسپانیایی: Provincia de Yungay) یک استان در پرو است که در منطقه انکاش واقع شده‌است. استان یونگای ۱٬۳۶۱٫۴۸ کیلومتر مربع مساحت و ۵۰٬۸۴۱ نفر جمعیت دارد و ۲٬۴۵۸ متر بالاتر از سطح دریا واقع شده‌است.